# La Palabra Israelita
La Palabra Israelita es un semanario chileno fundado en 1937 en Santiago, publicado inicialmente en yidis y luego en castellano, el cual publica contenido sobre el judaísmo y la comunidad judeochilena, la minoría religiosa cuantitativamente más importante en el país fuera del cristianismo.

## Historia
La Palabra Israelita fue fundado con la publicación de su primer ejemplar el 19 de febrero de 1937. Para ello, contó con el apoyo del Círculo Israelita de Santiago, siendo el medio periodístico pionero dentro de la comunidad judía de la ciudad y de todo el país. En los años siguientes y con el inicio de la Segunda Guerra Mundial, que trajo consigo el Holocausto (Shoá) en Europa, el medio cobró mayor notoriedad al cubrir en la prensa local chilena todo el acontecer noticioso referente a este asunto. El título original del periódico era Dos yidische Wort, el cual quiere decir La Palabra Yidis, en alusión al idioma original en el cual estaba escrito, haciendo énfasis en su contenido, principalmente, en la comunidad judeoalemana residente en el país y para los asquenazíes en general. Paulatinamente y con el obejtivo de aumentar el número de lectores, comenzó a escribirse de forma bilingüe en yidis y español.
Estas publicaciones documentaron gran parte de la vida pública, social y religiosa de los judíos viviendo en Chile durante el siglo XX. Al mismo tiempo, el periódico sirvió para la publicación de cartas escritas por rabinos y otros dirigentes judíos sobre el acontecer político de Chile, como también de Israel y otros países donde la comunidad judía y el sionismo podían ejercer una incidencia.En los años 1970, el periódico optó por una línea editorial neutral y pluralista en lo político, publicando contenido escrito tanto por judíos marxistas, quienes se manifestaban a favor del gobierno de la Unidad Popular dirigido por Salvador Allende, como también de opositores al gobierno; mientras que luego del golpe de Estado de 1973, se mostró a favor de la Junta Militar presidida por Augusto Pinochet y que tomó el control del país, por lo que pudo operar sin ser censurado por las autoridades de la época durante toda la década y los años 1980.
La Biblioteca Nacional de Chile, la Biblioteca Nacional de Israel y el Archivo Judío de Chile conservan colecciones de sus publicaciones, algunos de ellos digitalizados.